# Soyuz 7
Soyuz 7 (russo: Союз 7 - (União 7)) foi a sexta missão tripulada do programa Soyuz da URSS. Esta foi uma missão conjunta com as missões Soyuz 6 e Soyuz 8, em um encontro triplo no espaço. A missão ocorreu entre 12 de 17 de outubro de 1969 e devido a problemas com a eletrônica de acoplagem nas três naves, o planejado acoplamento com a Soyuz 8 não foi bem sucedido.

## Tripulação
| Posição             | Cosmonauta          |
| ------------------- | ------------------- |
| Comandante          | Anatoli Filipchenko |
| Engenheiro de voo 1 | Viktor Gorbatko     |
| Engenheiro de voo 2 | Vladislav Volkov    |

## Parâmetros da missão
- Massa: 6 570 kg
- Perigeu: 210 km
- Apogeu: 223 km
- Inclinação: 51,7°
- Período: 88,8 min